# Shorea uliginosa
Espèce
Statut de conservation UICN

 VU A1cd : Vulnérable
Shorea uliginosa est une espèce de plantes du genre Shorea de la famille des Dipterocarpaceae.